# Chavagnac (Cantal)
Pour les articles homonymes, voir Chavagnac.
Chavagnac est une commune française, située dans le département du Cantal en région Auvergne-Rhône-Alpes. Du 1er décembre 2016 au 31 décembre 2024, elle est une commune déléguée au sein de la commune nouvelle de Neussargues en Pinatelle. Elle redevient une commune de plein exercice le 1er janvier 2025.

## Géographie

### Localisation
Chavagnac est situé à l'est de Dienne. La commune est arrosée notamment par le ruisseau de la Tioule, qui prend sa source dans un lac desséché. Ce cours d'eau, ainsi que celui de Dienne, coulent du nord au sud et grossissent l'Alagnon.
Les communes limitrophes sont Dienne, Vernols, Murat, Virargues et Chalinargues.
| Dienne | Vernols   |              |
|        | Chavagnac | Chalinargues |
| Murat  |           | Virargues    |

## Histoire
Le bourg, situé à la naissance d'un coteau, s'épanouit en amphithéâtre et jouit d'une agréable perspective sur les prairies. Son église est dédiée à Saint Étienne. L'ancien donjon, dépendant de l'évêque, fut pris par les bandes de mercenaires anglais en 1357 et sérieusement endommagé en 1382. Le château qui l'a remplacé date du XVe siècle. Il se compose d'un corps de logis flanqué de quatre tours, autrefois crénelées, et reliées entre elles par un bastion carré.
Le château de Chavagnac a appartenu de toute ancienneté à la puissante et antique Maison de Dienne. Dès l'origine, les seigneurs de Dienne sont aussi seigneurs de Chavagnac.
Le village de Chavagnac était initialement implanté dans les bois [réf. nécessaire] mais il a été déplacé sans que l'on sache pourquoi.
Chavagnac possède une curiosité géographique : il est situé sur le 45e parallèle nord (exactement : 45° 08′ 39,5″ N) qui est à mi-distance entre le pôle nord et l'équateur.
Elle fusionne le 1er décembre 2016 avec les communes de Celles, Chalinargues, Neussargues-Moissac et Sainte-Anastasie pour constituer la commune nouvelle de Neussargues en Pinatelle,.
À la suite de la demande de quatre des cinq anciennes communes constitutives de Neussargues en Pinatelle, dont Chavagnac, elle redevient une commune de plein exercice le 1er janvier 2025,.

## Politique et administration
| Période   | Période       | Identité              | Étiquette | Qualité                             |
| --------- | ------------- | --------------------- | --------- | ----------------------------------- |
| 1793      | 1797          | Pierre Fabre          |           |                                     |
| 1797      | 1800          | Jacques Teillard      |           |                                     |
| 1800      | 1813          | François Rigal        |           |                                     |
| 1813      | 1829          | Pierre Pichot         |           |                                     |
| 1829      | 1844          | Jean Roux             |           |                                     |
| 1844      | 1854          | François Pichot       |           |                                     |
| 1854      | 1870          | Jacques Roux          |           |                                     |
| 1870      | 1908          | Pierre Peschaud       |           |                                     |
| 1908      | 1915          | Maurice Chastel       |           |                                     |
| 1915      | 1919          | Jacques Pichot        |           | adjoint, remplace le maire mobilisé |
| 1919      | 1931          | Maurice Chastel       |           |                                     |
| 1931      | 1944          | Antoine Civiale       |           |                                     |
| 1944      | 1946          | Maurice Pichot        |           |                                     |
| 1946      | 1947          | Maurice Poulalion     |           |                                     |
| 1947      | 1947          | André Chiniard        |           |                                     |
| 1947      | 1976          | Jean-Marie Falcimagne |           | officier de la Légion d'honneur     |
| 1976      | 1997          | Roger Roche           |           | chevalier de la Légion d'honneur    |
| 1997      | 2001          | Eugène Alary          |           |                                     |
| mars 2001 | décembre 2016 | Jean-Claude Chastel   |           |                                     |

| Période       | Période       | Identité            | Étiquette | Qualité |
| ------------- | ------------- | ------------------- | --------- | ------- |
| décembre 2016 | décembre 2017 | Jean-Claude Chastel |           |         |
| janvier 2018  | mai 2020      | Antoine Lemoine     |           |         |
| mai 2020      | décembre 2024 | Daniel Bethéol      |           |         |

| Période                                  | Période  | Identité        | Étiquette | Qualité |
| ---------------------------------------- | -------- | --------------- | --------- | ------- |
| Les données manquantes sont à compléter. |          |                 |           |         |
| janvier 2025                             | En cours | Daniel Berthéol |           |         |

## Population et société

### Démographie
L'évolution du nombre d'habitants est connue à travers les recensements de la population effectués dans la commune depuis 1793. Pour les communes de moins de 10 000 habitants, une enquête de recensement portant sur toute la population est réalisée tous les cinq ans, les populations de référence des années intermédiaires étant quant à elles estimées par interpolation ou extrapolation. Pour la commune, le premier recensement exhaustif entrant dans le cadre du nouveau dispositif a été réalisé en 2007.

En 2022, la commune comptait 91 habitants, en évolution de −13,33 % par rapport à 2016 (Cantal : −1,08 %, France hors Mayotte : +2,11 %).
| 1793 | 1800 | 1806 | 1821 | 1831 | 1836 | 1841 | 1846 | 1851 |
| ---- | ---- | ---- | ---- | ---- | ---- | ---- | ---- | ---- |
| 601  | 298  | 516  | 548  | 495  | 491  | 493  | 495  | 469  |

| 1856 | 1861 | 1866 | 1872 | 1876 | 1881 | 1886 | 1891 | 1896 |
| ---- | ---- | ---- | ---- | ---- | ---- | ---- | ---- | ---- |
| 449  | 421  | 404  | 388  | 366  | 362  | 373  | 364  | 322  |

| 1901 | 1906 | 1911 | 1921 | 1926 | 1931 | 1936 | 1946 | 1954 |
| ---- | ---- | ---- | ---- | ---- | ---- | ---- | ---- | ---- |
| 334  | 326  | 275  | 255  | 273  | 303  | 290  | 227  | 210  |

| 1962 | 1968 | 1975 | 1982 | 1990 | 1999 | 2006 | 2007 | 2012 |
| ---- | ---- | ---- | ---- | ---- | ---- | ---- | ---- | ---- |
| 173  | 133  | 122  | 144  | 129  | 94   | 102  | 103  | 108  |

| 2017 | 2022 | - | - | - | - | - | - | - |
| ---- | ---- | - | - | - | - | - | - | - |
| 103  | 91   | - | - | - | - | - | - | - |

## Culture locale et patrimoine

### Lieux et monuments
- Château de Chavagnac. Chavagnac était une seigneurie tenue par la famille de Dienne, vassale de l'évêque pour cette terre. Après la bataille de Poitiers, les troupes anglaises envahirent l'Auvergne. Le château fut pris et pillé par les Anglais en 1357 et rasé en 1360. Le château a été reconstruit au XVe siècle et restauré en 1646, puis au XIXe siècle. L'édifice est inscrit au titre des monuments historiques en 1991[11].
- Un monument aux morts (sur lequel est gravée l'inscription « On les a eus » dans la base du buste du soldat, juste au-dessus de la frise[12],[13], un four communal, l’église et le château.
- Lou Deime, hêtre tricentenaire qui surplombe le bourg[14]
- Au milieu des bois : un lieu de chasse et de pêche.
- Le Lac du Pêcher

### Personnalités liées à la commune
- Famille de Chavagnac[15].
- Jean Pechaud est un malacologiste français, né à Chavagnac (Cantal) le 31 octobre 1823 et mort à Saint-Saulge (Nièvre) le 9 juillet 1886.